# Поличиньский, Стефан
Стефан Поличиньский (пол. Stefan Policiński) (27 ноября 1898, Ченстохова — 22 января 1978, там же) — польский скульптор, художник, керамик и педагог.

## Биография
С 1910 года учился в частной ченстоховской гимназии Чеслава Багиньского, но в 1914 году бросил школу и начал работать столяром. В 1922—1924 годах учился в Государственной Школе Деревообрабатывающей Промышленности в Закопане, а затем до 1927 года учился в Государственной Школе декоративно-прикладного искусства и художественных промыслов в Кракове. С 1927 года учился у Казимира Сихулского и Константы Лящка на Факультете Скульптуры в Академии изящных искусств в Кракове, одновременно подрабатывал в столярной мастерской в Государственной Школе декоративно-прикладного искусства в Закопане и получал стипендию от совета Ченстоховы. Окончил обучение 27 февраля 1932 года с наградами за скульптуру, керамику и шрифтовую графику.
С 15 февраля 1932 по 3 сентября 1939 года был учителем в Государственной Школе Деревообрабатывающей Промышленности в Яворове возле Львова. В этот период он создал памятники Юзефа Пилсудского, для Ярослава и Перемышля. 21 ноября 1933 года получил Квалификационный Диплом, дающий право преподавания в профессионально-технических школах, а 31 октября 1935 года, диплом учителя средних общеобразовательных школ.
После начала II мировой войны школу закрыли, а 1 октября Поличиньский был принят на работу в столярной школе на территории тогдашнего СССР и работал там до 20 апреля 1940 года. Затем он вернулся в Ченстохову, где c 1 июля 1941 года по 30 мая 1942 года работал токарем-модельщиком в компании «Электролит» Збигнева Козловского. Затем до 15 июля 1943 года был скульптором в фирме «Электро-Керамика», а потом рабочим кооператива «Пионер» до 31 декабря 1943 года. Последний период войны был техником-строителем в компании «Hasaq».
После освобождения города, остался в Ченстохове и работал в Государственном механическом лицее, Государственной торговой гимназии и лицее Общества всеобщего обучения. С 1951 года начал работать в Государственной профессиональной женской школе и был один год учителем рисования в лицее им. Траугутта, а потом работал в Государственном лицее пластических техник преподавателем керамики и технического рисунка. В 1956 году окончил курс для преподавателей изобразительного искусства. Скульптор, как и его жена, не были членами коммунистической партии, что весьма затрудняло международную карьеру Стефану Поличиньскому и, несмотря на многочисленные приглашения из-за рубежа, он никогда не получил разрешения на выезд из страны.
Из работ в Ченстохове следует отметить бюст Габриэля Нарутовича, памятник погибшим солдатам Красной Армии на кладбище Куле (1945), памятник Станиславу Монюшко в парке 3 Мая (1965), памятник Генрику Сенкевичу на III Аллее (1972), памятник Юзефу Пилсудскому (1936, не сохранился), памятник советским танкистам на пл. Беганьского (не сохранился), бюст Адаму Мицкевичу (Мстув), многочисленные надгробные памятники на кладбищах св. Роха и Куле, проекты знамён, художественные работы и рисунки.
Похоронен на кладбище святого Роха в Ченстохове

## Награды
- Золотой Крест Заслуги (24 августа 1938 года)
- Орден Возрождения Польши (1972 год)

## Работы

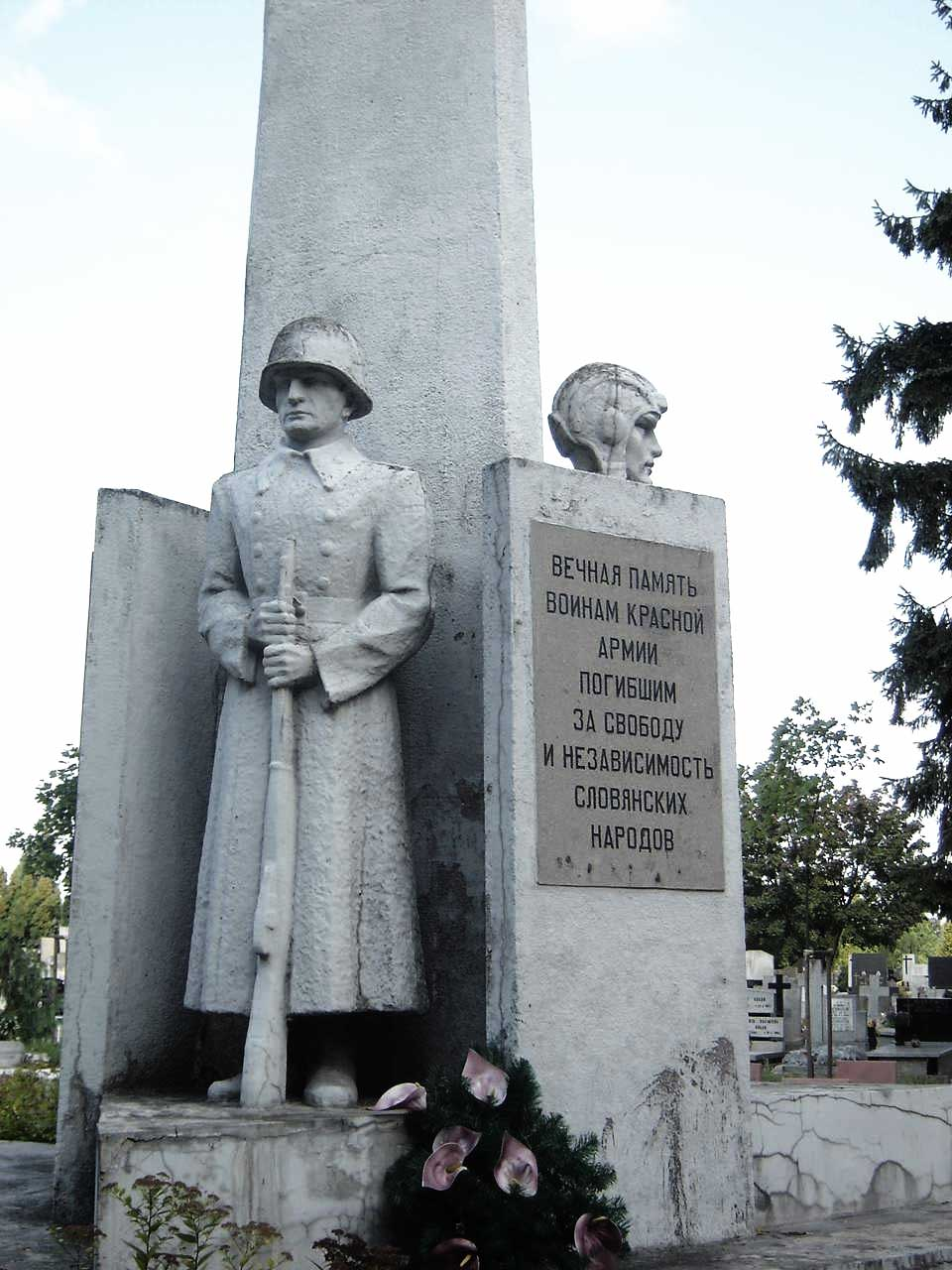
Памятник павшим бойцам Красной Армии Кладбище «Куле», Ченстохова
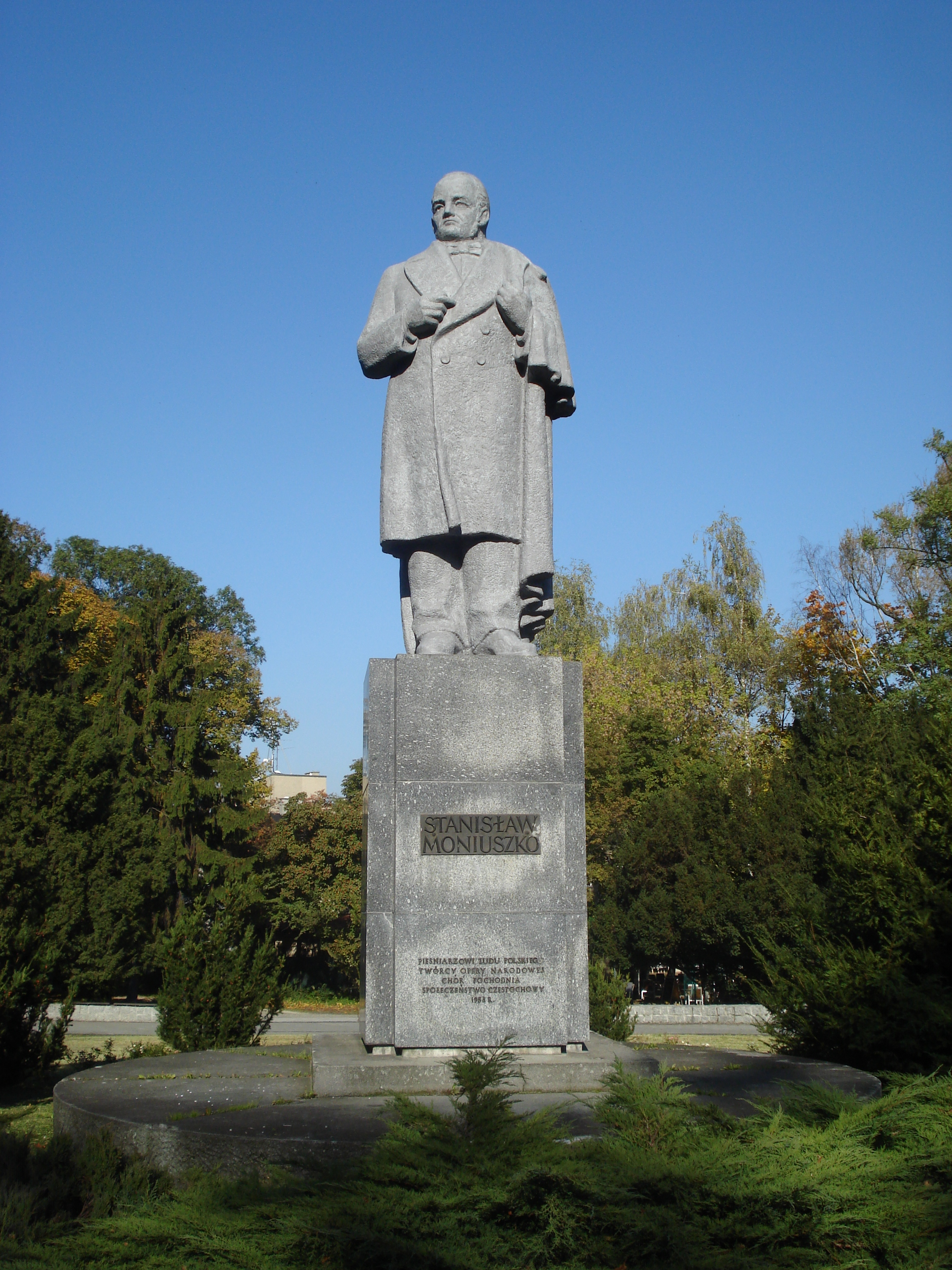
Памятник Станиславу Монюшко в Ченстохове (1965)
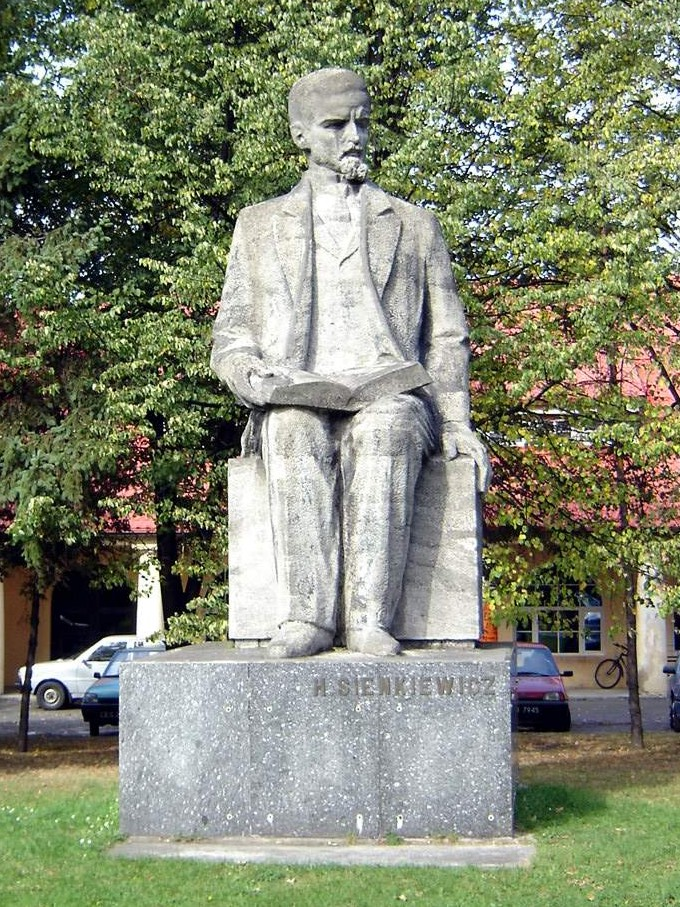
Памятник Генрику Сенкевичу в Ченстохове (1972)